# Jorge Daniel Núñez
Jorge Daniel Núñez (Ñemby, 22 september 1984) is een Paraguayaanse profvoetballer die anno 2013 onder contract staat bij de Colombiaanse club Once Caldas. Hij speelt als middenvelder, meestal op rechts.

## Interlandcarrière
Onder leiding van bondscoach Francisco Arce speelde Núñez speelde zijn eerste interland voor het Paraguayaans voetbalelftal op 25 april 2012 in en tegen Guatemala (0-1), net als Ricardo Mazacotte, Fernando Giménez en Eduardo Echeverría. Hij moest in die wedstrijd na 60 minuten plaatsmaken voor Reinaldo Ocampo.

## Erelijst
Cerro Porteño
- Liga Paraguaya

2009-A
 Club Nacional
- Liga Paraguaya

2009-C